# Aeroportul Internațional Brașov-Ghimbav
Aeroportul Internațional Brașov-Ghimbav (IATA: GHV, ICAO: LRBV) este un aeroport în Ghimbav, la o distanță de 12 km de Brașov. Proiectul și planul au costat aproximativ 70 de milioane de euro. Este singurul aeroport internațional construit în România de la zero în ultimii 50 de ani.
Pista are o lungime de 2820 m, o lățime de 45 m și acostamente betonate de câte 7,50m. Pe pista aeroportului va putea ateriza și decola orice tip de avion, cu excepția lui A380, pentru care trebuie un terminal special și o pistă mai lungă.  

Pe data de 21 mai 2014 a decolat și a aterizat primul avion pe pista noului aeroport. 
Pe lângă aeroport va trece viitoarea autostradă A3.
Brașovul este al 17-lea oraș din România care are aeroport. Terminalul aeroportului de la Brașov este al treilea, ca mărime, după Aeroportul Henri Coandă (OTP) și Aeroportul Cluj (CLJ). Aeroportul Internațional Brașov-Ghimbav a devenit operațional la 15 iunie 2023.

## Construcție
În septembrie 2012 a fost stabilit câștigătorul licitației de construire a pistei aeroportului. Potrivit caietului de sarcini, Vectra Service SRL a avut cea mai bună ofertă, cu prețul cel mai mic, adică de 12,7 milioane de euro. Pista aeroportului a fost inaugurată oficial pe data de 3 octombrie 2014. De atunci Consiliul Județean a mai alocat 106 milioane de lei și a făcut un împrumut pentru alte 100 milioane de lei tot pentru Aeroport. Banii sunt necesari pentru terminalul de pasageri de 3.600 de mp, turnul de control, parcarea de 163 de locuri și alte lucrări necesare finalizării investiției. În total aeroportul va costa 57 de milioane de euro (include și pista care a costat 13 milioane de euro).
În 2018 au început lucrările pentru realizarea căilor de rulare. Licitația a fost câștigată de SC PORR Construct SRL care a oferit un preț de 31 de milioane de lei. Potrivit proiectului, se vor realiza următoarele obiective: cale de rulare Alfa (cu o lungime de 200 de metri și o lățime de 23 de metri, plus acostamente); platforma de îmbarcare-debarcare (care are dimensiunile de 135 m/145 m și va permite staționarea a trei aeronave de categoria C cu anvergura aripilor de 36 metri); canalizare pluvială pentru obiectivele proiectate și pentru pista de decolare-aterizare existentă; montare tubulatură de balizaj pentru obiectivele proiectate (cale de rulare și platformă); iluminat platformă; elemente de protecție a construcțiilor din banda pistei.
Odată cu construirea aeroportului, acesta va crea aproximativ 6.000 de locuri de muncă. Acesta va aduce la Brașov și mai mulți turiști, Brașovul fiind pe locul 2 ca număr de turiști după capitala București. Aeroportul va fi foarte atractiv pe partea de cargo, orașul fiind situat chiar în centrul țării. Primul avion a decolat de pe Aeroportul Brașov-Ghimbav la 15 iunie 2023.
Contractul pentru construcția clădirii principale a terminalului (cu o suprafață totală de 11.780 mp) a fost atribuit contractantului român Bog'Art București și a fost semnat la 21 august 2019.

Lucrările de construcție a terminalului de pasageri au început la 17 martie 2020 și se așteaptă să fie încheiate la 1 martie 2021. În aprilie 2020 a început să se toarne fundațiile viitoarei clădiri a terminalului. Terminalul are o suprafață de cca 11.000 de metri pătrați. Președintele Consiliului Județean Brașov, Adrian Veștea, a anunțat, la 8 mai 2020, că s-au terminat lucrările de turnare a fundației terminalului de călători.
 În august 2020 se montau ferestrele fațadei terminalului de pasageri, iar în luna septembrie a fost montat acoperișul acestuia.
 În interiorul terminalului au fost montate escalatoarele, instalațiile de transport al bagajelor călătorilor etc.
La 11 martie 2021 președintele Consiliului Județean Brașov, Adrian-Ioan Veștea, a anunțat că, la aproape de un an de la începerea lucrărilor de construcție ale terminalului de pasageri ale Aeroportului Internațional Brașov, acestea au fost finalizate. Au fost încheiate unele retușuri, montarea mobilierului, instalarea echipamentelor și sistemelor care sunt necesare pentru funcționarea aeroportului, testarea tuturor componentelor, igienizarea spațiilor.
S-a prevăzut că tarmacul aeroportului (zona destinată parcării aeronavelor) să poată primi simultan până la 3 aeronave, existând posibilitatea extinderii acestuia până la o capacitate de 15 aeronave, dacă va fi necesar.
Controlul traficului aerian este asigurat de un turn virtual, operat de la 400 km (250 mi) distanță, la Aeroportul Internațional Arad. Este primul turn virtual de control al zborurilor din România. 
Aeronava specializată a Autorității Aeronautice Civile Române, avionul Beechcraft Super King Air-350, înmatriculat YR-CAA, a făcut zborurile de calibrare a echipamentelor de radionavigație instalate pe Aeroportul Internațional Brașov-Ghimbav.
Primul zbor comercial a avut loc la 15 iunie 2023.
Căile Ferate Române au anunțat un studiu de fezabilitate pentru construcția unei căi ferate, cu lungimea de 8 km, care să lege aeroportul cu Gara Brașov.
Este așteptat ca aeroportul, în primul an de operare, să deservească circa 300.000 de pasageri.

## Inaugurarea oficială
În pregătirea inaugurării oficiale a aeroportului, în zilele de 10 și 11 iunie 2023 au avut loc Zilele Porților Deschise la Aeroportul Internațional Brașov - Ghimbav.
Președintele Consiliului Județean Brașov, Adrian Veștea a anunțat că primul avion care va ateriza, cu ocazia inaugurării, la Aeroportul Internațional Brașov-Ghimbav, va fi un Boeing cu 100 de locuri, al companiei aeriene TAROM, care va fi pilotat de Cătălin Prunariu, fiul primului și deocamdată unicului cosmonaut român, brașoveanul Dumitru Prunariu. Avionul va decola de la Aeroportul Henri Coandă - Otopeni din București și va ateriza pe noul aeroport joi, 15 iunie 2023, la orele 8:10. La orele 10:30 se va face îmbarcarea, iar avionul se va întoarce în Capitală.
Aeroportul de la Brașov a fost inaugurat la 15 iunie 2023, în prezența președintelui Senatului României, Nicolae Ciucă, Ministrului Dezvoltării, Lucrărilor Publice și Administrației, Attila Cseke și Ministrului Transporturilor și Infrastructurii, Sorin Grindeanu.

## Linii aeriene și destinații
| Companii aeriene        | Destinații |
| ----------------------- | --- |
| Aegean Airlines         | Charter sezonier: Chania |
| Animawings              | Charter sezonier: Antalya, Heraklion, Monastir |
| Corendon Airlines       | Charter sezonier: Antalya |
| Fly Lili                | Charter sezonier:Tel Aviv (din 23 iunie 2025) |
| FlyOne                  | Charter sezonier: Antalya |
| HiSky                   | Charter sezonier: Antalya, Heraklion |
| Mavi Gök Airlines (MGA) | Charter sezonier: Antalya |
| Nile Air                | Charter sezonier: Hurgada |
| Sky Express             | Charter sezonier: Heraklion |
| Wizz Air                | Londra-Luton, Dortmund, Budapesta, Napoli (din 30 septembrie 2025), Nürnberg (din 13 octombrie 2025), Memmingen(din 26 octombrie), Katowice(din 31 martie 2026) |

La 24 aprilie 2023 Adrian Veștea, președintele Consiliului Județean Brașov și Mihai Cătălin Văsii, prefectul județului Brașov, s-au întâlnit cu Jacques J. P. Martin, primarul orașului Nogent-sur-Marne, și au discutat despre un posibil zbor Brașov-Paris-Orly, care ar putea începe la sfârșitul anului 2023.
Președintele Consiliului Județean Brașov, Adrian Ioan Veștea, a arătat că, în urma tratativelor dintre conducerea companiei aeriene Dan Air și conducerea Aeroportului Internațional Brașov-Ghimbav, compania aeriană Dan Air va efectua zboruri de la Brașov și spre Brașov. 
Totodată Adrian Veștea a arătat că vor exista și zboruri efectuate de compania maghiară Wizz Air spre Londra (Regatul Unit) și spre Dortmund (Germania).
La 5 mai 2023 ROMATSA a publicat documentația  pentru Aeroportul Internațional Brașov-Ghimbav, aceasta intrând oficial în vigoare la 15 iunie 2023. Codul ICAO alocat aeroportului este LRBV. Totodată, în același document a fost comunicat programul de lucru al noului aeroport: în fiecare zi între orele 7:00 și 19:00.  La 13 mai 2023 a fost comunicat codul IATA al noului aeroport: GHV.
Din ianuarie 2024 a fost aprobat programul de funcționare de 16 ore în intervalul orar 07:00-23:00.
La sfârșitul lunii decembrie, compania FlyLili a anunțat că va suspenda temporar zborurile de pe Aeroportul Brașov, pe motivul lipsei de pasageri.

## Statistici
| Luna       | Pasageri 2023 | Pasageri 2024 | Pasageri 2025 |
| ---------- | ------------- | ------------- | ------------- |
| Ianuarie   |               | 8.249         | 20.877        |
| Februarie  |               | 9.544         | 16.165        |
| Martie     |               | 10.092        | 19.855        |
| Aprilie    |               | 9.369         | 18.368        |
| Mai        |               | 11.170        | 20.849        |
| Iunie      | 4.358         | 19.382        |               |
| Iulie      | 9.913         | 27.014        |               |
| August     | 16.486        | 34.038        |               |
| Septembrie | 17.907        | 30.121        |               |
| Octombrie  | 13.253        | 25.071        |               |
| Noiembrie  | 9.819         | 21.566        |               |
| Decembrie  | 7,790         | 22.284        |               |
| Total      | 79.526        | 227.945       |               |

## Linii de autobuz
La 15 iunie 2023, odată cu inaugurarea noului aeroport, s-a deschis Linia expres A1, pe care autobuzele circulă pe traseul: Gara Brașov – Centrul Civic – Livada Poștei – Bartolomeu - aeroport și are opriri în următoarele stații:
- Dus: Gara Brașov – Camera de Comerț - Livada Poștei – Gara Bartolomeu – Municipal – Aeroport;
- Întors: Aeroport – Municipal – Biserica Bartolomeu - Livada Poștei – Hidro A - Gara Brașov.

Programul de circulație este corelat cu programul de funcționare al aeroportului și cursele aeriene, astfel încât prima cursă la aeroport să ajungă la ora 6:50, iar ultima la ora 19:00.
Tariful unui bilet pe acest traseu este același ca pe celelalte rute, respectiv 4 lei pentru 60 de minute.